# Agoliinus parastorkani
Agoliinus parastorkani är en skalbaggsart som beskrevs av Cervenka 1995. Agoliinus parastorkani ingår i släktet Agoliinus och familjen Aphodiidae. Inga underarter finns listade i Catalogue of Life.